# Aurières
 Aurières  es una población y comuna francesa, situada en la región de Auvernia, departamento de Puy-de-Dôme, en el distrito de Clermont-Ferrand y cantón de Rochefort-Montagne.

## Demografía
| 265 | 264 | 249 | 237 | 201 | 208 |
| Para los censos de 1962 a 1999 la población legal corresponde a la población sin duplicidades (Fuente: INSEE [Consultar]) |     |     |     |     |     |